# Copernicus-Gymnasium Philippsburg
Das Copernicus-Gymnasium ist ein Gymnasium in der baden-württembergischen Stadt Philippsburg.

## Geschichte
Der Schulort Philippsburg beherbergte in der späten Neuzeit eine Lateinschule, auch wurden daneben „[…] die für den hiesigen Gewerbestand so nötige Arithmetik gepflegt […]“
Am 4. Mai 1965 nahm das Progymnasium Philippsburg „[…] mit 66 Schülern (35 Jungen und 31 Mädchen) in zwei Klassen [als Außenstelle des Justus-Knecht-Gymnasiums in Philippsburg] den Unterricht auf.“
Der erste Schulleiter, Kurt Brandes, initiierte den Neubau der heute auf dem Schulcampus dem Gymnasium zuzurechnenden Gebäude.

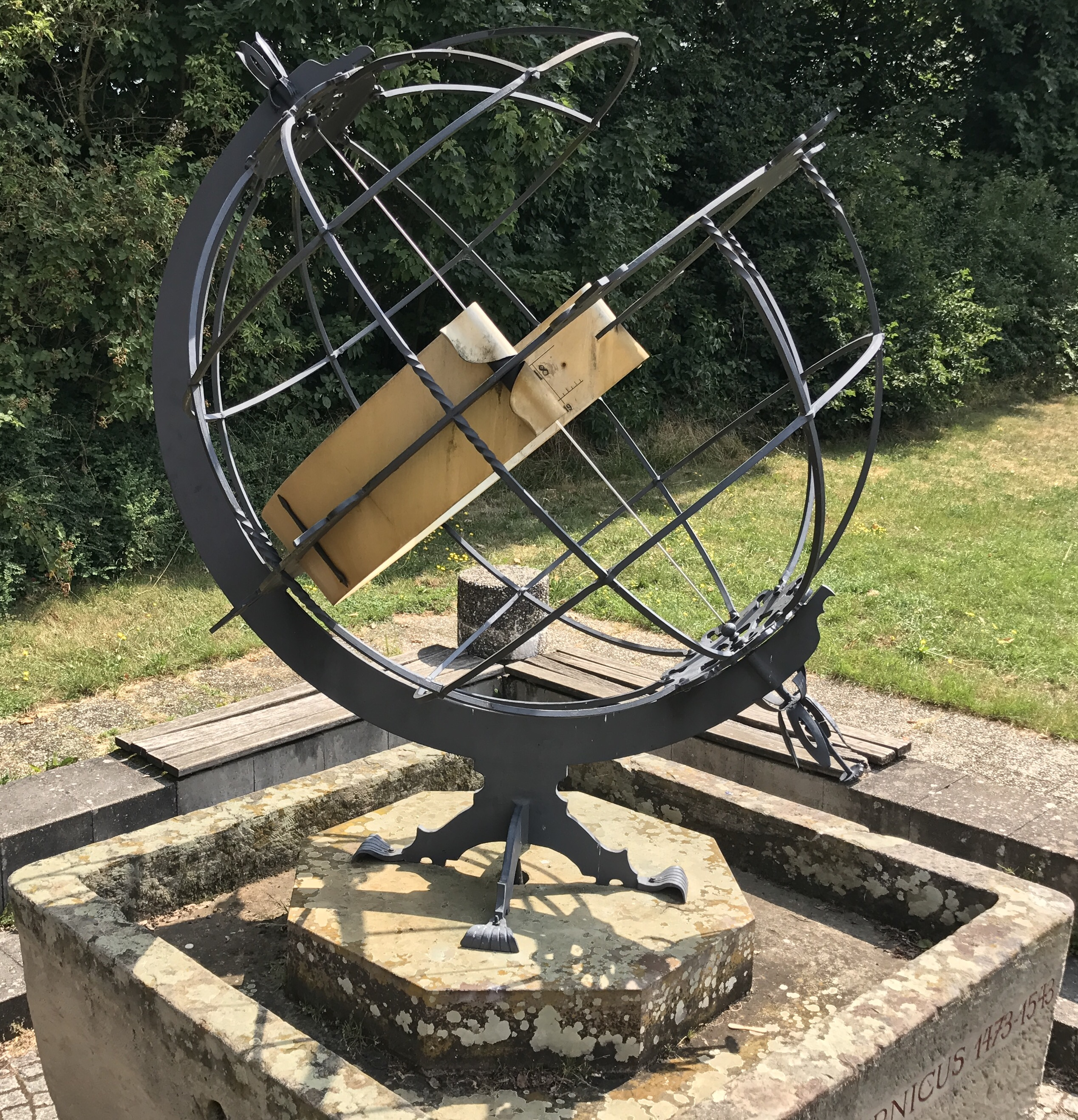
Die Sonnenuhr

Einen Namen erhielt das Gymnasium im Jahr 1980. In einer Umfrage setzte sich Copernicus gegen Wernher von Braun und die Humboldt-Brüder durch. In einer Festansprache am 18. Oktober 1980 wurde die Namensgebung vollzogen. An Nicolaus Copernicus angelehnt ist auch das Leitbild der Schule.

## Profile
- Sprachliches Profil mit der Fremdsprachenfolge: Englisch (Kl. 5) – Latein (Kl. 6) – Spanisch (Kl. 8)
- Naturwissenschaftliches Profil mit der Fächerfolge:  Englisch (Kl. 5) – Französisch (Kl. 6) – Naturwissenschaft und Technik (Kl. 8)

Falls es die organisatorischen Möglichkeiten und die Lehrerversorgung zulassen, können Schüler des sprachlichen Profils ab Klasse 8 auf die dritte Fremdsprache verzichten und in das naturwissenschaftliche Profil wechseln. Schülern des naturwissenschaftlichen Profils wird ab Klasse 8 Spanisch als dritte Fremdsprache angeboten werden, was den nachträglichen Wechsel in das sprachliche Profil ermöglicht.

## MINT
2014 erhielt die Schule die Auszeichnung „MINT-freundlich“ und nimmt weiterhin am Rezertifizierungsprogramm teil. MINT beinhaltet die Unterrichtsfächer Mathematik, Informatik sowie Naturwissenschaft und Technik, was auch Physik, Chemie, Biologie und NwT einschließt.

## Kooperationen
Die Schule verfügt über Bildungspartnerschaften mit der Sparkasse Karlsruhe, der Volksbank Kraichgau eG und der SAP AG. Das Copernicus-Gymnasium Philippsburg unterhält zudem noch eine Kooperation mit der Musikschule Philippsburg.

## Gebäude
Das Copernicus-Gymnasium hat seinen Platz auf dem Campus Philippsburg. Das Gymnasium gliedert sich auf in drei Gebäude, wobei Bau 1 der Unterstufe, Bau 2 der Mittelstufe und Bau 3 der Kursstufe zugeordnet sind. Bau 1 und Bau 2 sind mit einem Durchgang verbunden.

## Schulveranstaltungen

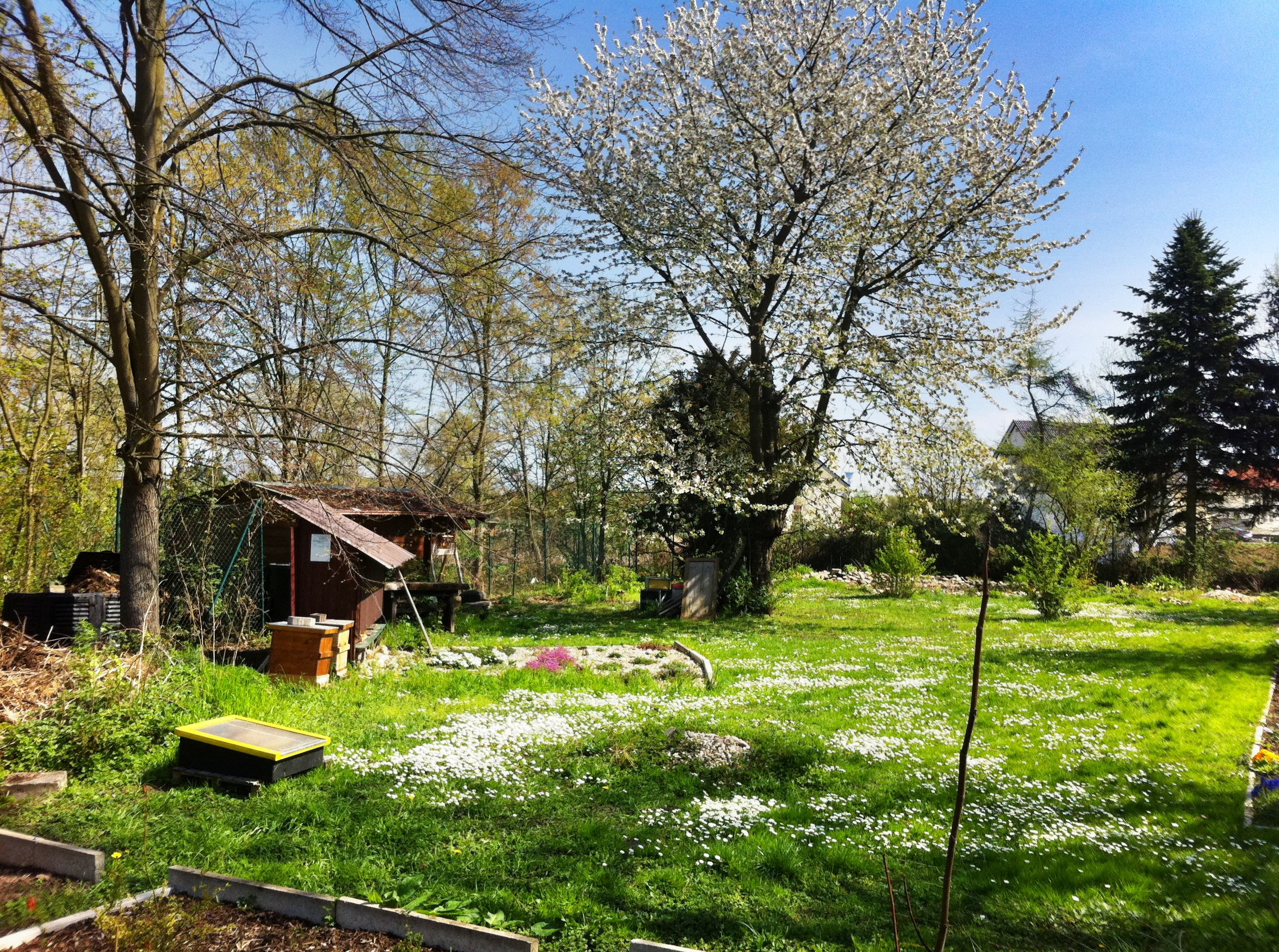
Schulgarten im Frühling

Bekannt ist die Schule für die Big Band, die unter der Leitung von Michael Baumann auch überregional Konzerte gab. Konzertreisen führten in den 1990ern nach London und nach Szentendre. Zweites kulturelles Standbein des Gymnasiums ist seit den 1980ern die Theater AG. Zudem werden in der traditionsreichen und vielfach prämierten schuleigenen Imkerei jährlich bis zu 60 Kilogramm Honig produziert.

## Fairtrade
Seit 2014 ist das Copernicus-Gymnasium eine Fairtrade-Schule.

## Bekannte Schulangehörige
Lehrer
- Karl-Peter Wettstein (1940–2013), Politiker (SPD)

Schüler
- Olav Gutting (* 1970), Abgeordneter des Deutschen Bundestages (CDU)[13]
- Andreas Klee (* 1976), Professor für Politikwissenschaft an der Universität Bremen
- Roman Götzmann (* 1982), Politiker (SPD)[14]
- Saliha Özcan (* 1988), Youtuberin[15]
- Lars Stindl (* 1988), Fußballspieler
- Christa Riffel (* 1998), Radsportlerin[16]